# Ivanna Sakhno
Ivanna Anatoliïvna Sakhno (en ukrainien : Іванна Анатоліївна Сахно), née à Kiev (Ukraine) le 14 novembre 1997, est une actrice et animatrice de télévision ukrainienne.

## Biographie
Née en 1997 dans une famille de réalisateurs, elle a un frère nommé Taras. Son rêve d'actrice a commencé lorsqu'elle a vu le film Le Fabuleux Destin d'Amélie Poulain en 2004. À l'âge de 13 ans, elle quitte l'Ukraine pour étudier l'anglais à Vancouver. C'est là que, lors d'un casting, elle est découverte par Janet Hirshenson et Jane Jenkins.
Elle déménage aux États-Unis en 2013, s'installant à Hollywood pour suivre une carrière d'actrice, étudiant à Beverly Hills High School (en) et plus tard au Lee Strasberg Theatre and Film Institute, travaillant avec Ivana Chubbuck. Sa première apparition à la télévision était dans la série Lesja + Roma (uk) (une adaptation ukrainienne de la sitcom Un gars, une fille) et son premier rôle au cinéma était celui de Milks dans le biopic Ivan le Puissant. Son premier rôle majeur à Hollywood était dans le thriller The Body Tree de Thomas Dunn en 2016.
Au Festival de Cannes de 2015, elle a exprimé son soutien aux prisonniers politiques ukrainiens détenus par les autorités de la fédération de Russie.

## Filmographie

### Télévision
- 2005 : Lesya + Roma
- 2006 : Zhenskie slyozy
- 2008 : Uchitel muzyki (uk) : Sasha
- 2008 : Muzhchina dlya zhizni, ili Na brak ne pretenduyu : Jen'ka
- 2009 : Kontrakt
- 2009 : Veskoe osnovanie dlya ubiystva : Sasha dodicenne
- 2011 : Babye leto : Masha
- 2013 : Frodya
- 2016 : Chornyi Tsvetok : Young Lera
- 2020 : High Fidelity : Kat Monroe
- 2022 : La Jeune Fille et la Nuit : Vinca Rockwell et Pauline
- 2023 : Ahsoka : Shin Hati

### Cinéma
- 2013 : Ivan the Powerful (uk) : Mills
- 2016 : The Body Tree : Helen
- 2017 : Can't Take It Back : Morgan Rose
- 2018 : Pacific Rim: Uprising : Cadet Viktoriya
- 2018 : L'Espion qui m'a larguée : Nadejda
- 2020 : Let It Snow : Mia
- 2025 : M3GAN 2.0 de Gerard Johnstone